# محمدجعفر محجوب
محمّدجعفر محجوب (۱۳۰۳ تهران – ۱۳۷۴ لس آنجلس، کالیفرنیا)، نویسنده، محقق، مترجم، مصحح، فرهنگ نویس، فرهنگ‌پژوه ایرانی، استاد دانشگاه در داخل و خارج ایران و صاحب‌نظر در فرهنگ و ادب عامه بود.

## زندگی
محمّدجعفر محجوب فرزند علی اکبر در سال ۱۳۰۳ در تهران متولد شد. تحصیلات دبستانی و دبیرستانی خود را در تهران انجام داد. در سال تحصیلی ۱۳۲۳–۱۳۲۲ از دبیرستان البرز در تهران دیپلم ادبی گرفت. پس از پایان تحصیلات دبیرستانی در سال ۱۳۲۳ به‌عنوان تندنویس در مجلس شورای ملی استخدام شد. همزمان با کار در مجلس شورای ملی در رشته علوم سیاسی دانشگاه تهران به تحصیل پرداخت و سه سال بعد تحصیلات خود را به پایان رساند. اما روح ادب‌دوستش وی را به سمت و سوی ادبیات فارسی کشاند و در سال ۱۳۳۳ لیسانس ادبیات خود را در این رشته گرفت. از سه سال بعد تا سال ۱۳۵۹ عضو انجمن ایرانی فلسفه و علوم انسانی وابسته به یونسکو بود.
محجوب در سال ۱۳۴۲ موفق به دریافت درجهٔ دکترای زبان و ادبیات فارسی از دانشگاه تهران شد. عنوان رسالهٔ دکترای او «سبک خراسانی در شعر فارسی» بود. از سال ۱۳۳۶ و پس از آن سمت‌های مدرس، دانشیار و استاد زبان و ادب فارسی را در دانشگاه تربیت معلم و دانشگاه تهران به عهده داشت. در سال‌های ۱۳۵۰ و ۱۳۵۱ به عنوان استاد میهمان در دانشگاه آکسفورد انگلستان و در سال‌های ۱۳۵۳ تا ۱۳۵۵ در دانشگاه استراسبورگ در فرانسه به تدریس زبان و ادبیات فارسی پرداخت. از سال ۱۳۵۳ مدتی رایزن فرهنگی ایران در پاکستان بود.
او مدت ۲۳ سال عضو انجمن ایرانی فلسفه و علوم انسانی (وابسته به یونسکو) بود. از سال ۱۳۵۸ تا ۱۳۵۹ مدتی سرپرستی فرهنگستان زبان و فرهنگستان ادب و هنر ایران را به عهده گرفت. از سال ۱۳۶۱ تا ۱۳۶۳ بار دیگر به تدریس در دانشگاه استراسبورگ پرداخت. از سال ۱۳۷۰ تا هنگام مرگ، به سال ۱۳۷۴، در دانشگاه برکلی در کالیفرنیا، ادبیات فارسی تدریس می‌کرد. از مجموعه درس‌های دکتر محجوب که در سال ۱۳۶۷ به بعد ضبط شده‌است، شرح و تفسیر برخی از غزلیات حافظ، شرحی دربارهٔ مثنوی مولانا، نظامی گنجه‌ای، شاهنامه فردوسی و باب دوم سعدی را از سوی انتشارات ماهور در قالب لوح فشرده به بازار عرضه شد.
محجوب نوشتن در مطبوعات را از سال ۱۳۲۷ آغاز کرد و با نشریاتی چون سخن، یغما، راهنمای کتاب و هنر و مردم همکاری داشت. در این نشریه‌ها مقاله‌های گوناگونی از او در زمینهٔ ادب پارسی، فرهنگ عامه و پژوهش در داستان‌های ایرانی انتشار یافت. محجوب در دهه ۱۳۳۰ به‌خاطر اوضاع خطرناک سیاسی برای روشنفکران، بسیاری مقالات و ترجمه‌هایش را با نام مستعار «م. صبحدم» بیرون می‌داد. معروف‌ترین اثر او با نام مستعار «م. صبحدم» ترجمه کتاب «پاشنه آهنین» اثر جک لندن است که جنبش‌های چپی فراوانی را در جهان به وجود آورد.
دکتر محمدجعفر محجوب در روز جمعه ۲۷ بهمن ۱۳۷۴ در سن ۷۱ سالگی در لس آنجلس، کالیفرنیا درگذشت.

## آثار

### تألیف
- آئین جوانمردی یا فتوت. نیویورک: ۱۳۷۹.
- آف‍ری‍ن ف‍ردوس‍ی. ت‍هران: م‍رواری‍د، ۱۳۷۱.
- ادب‍ی‍ات ع‍ام‍ی‍ان‍هٔ ای‍ران: م‍ج‍م‍وع‍ه م‍ق‍الات درب‍ارهٔ اف‍س‍ان‍ه‌ه‍ا و آداب و رس‍وم م‍ردم ای‍ران. ت‍هران: چ‍ش‍م‍ه، ۱۳۸۲. شابک ‎۹۶۴-۳۶۲-۱۵۸-۸
- از هفت پیکر تا هشت بهشت: تاملاتی در شعر فارسی. تهران: مروارید، ۱۳۹۳. شابک ‎۹۷۸-۹۶۴-۱۹۱-۱۸۶-۹
- ان‍ت‍خ‍اب و ان‍طب‍اق م‍ن‍اب‍ع ادب ف‍ارس‍ی ب‍رای ت‍دوی‍ن ک‍ت‍اب‌ه‍ای ک‍ودک‍ان و نوجوانان. تهران: شورای کتاب کودک، ۱۳۴۵.
- ت‍ح‍ق‍ی‍ق در اح‍وال و آث‍ار و اف‍ک‍ار و اش‍ع‍ار ای‍رج م‍ی‍رزا و خ‍ان‍دان و ن‍ی‍اک‍ان او. تهران: اندیشه، ۱۳۴۹.
- خ‍اک‍س‍ت‍ر ه‍س‍ت‍ی. ب‍ا م‍ق‍دم‍ه‌ای از ب‍زرگ ع‍ل‍وی. ت‍ه‍ران: م‍رواری‍د، ۱۳۷۸. شابک ‎۹۶۴-۶۰۲۶-۱۸-۴
- درب‍اره ک‍ل‍ی‍ل‍ه و دم‍ن‍ه: ت‍اری‍خ‍چ‍ه، ت‍رج‍م‍ه‌ه‍ا، و دو ب‍اب ت‍رج‍م‍ه ن‍ش‍ده از ک‍ل‍ی‍ل‍ه و دم‍ن‍ه. تهران: خ‍وارزم‍ی، ۱۳۳۶. شابک ‎۹۷۸-۹۶۴-۴۸۷-۱۱۶-۰
- س‍ب‍ک خ‍راس‍ان‍ی در ش‍ع‍ر ف‍ارس‍ی: ب‍ررس‍ی م‍خ‍ت‍ص‍ات س‍ب‍ک‍ی ش‍ع‍ر ف‍ارس‍ی از آغ‍از ظه‍ور ت‍ا پ‍ای‍ان ق‍رن پ‍ن‍ج‍م ه‍ج‍ری. ت‍ه‍ران: دان‍ش‍س‍رای ع‍ال‍ی، ۱۳۵۰.
- محجوب، محمدجعفر و ع‍ل‍ی‌اک‍ب‍ر ف‍رزام‌پ‍ور. ف‍ن ن‍گ‍ارش ی‍اراه‍ن‍م‍ای ان‍ش‍اء. تهران: نشر اندیشه، ۱۳۵۳.
- ن‍م‍ای‍ش ک‍ه‍ن ای‍ران‍ی. ش‍ی‍راز: سازمان جشن هنر، ۱۳۴۶.
- درخشنده چون مهر: مقاله‌هایی در نثر کهن فارسی (تفسیر - داستان - ادبیات عامه. تهران: انتشارات مروارید، ۱۳۹۷. شابک ‎۹۷۸-۹۶۴-۱۹۱-۶۰۰-۰
- ت‍وی‍س‍رک‍ان‍ی، ق‍اس‍م و محمدجعفر محجوب. شعر هزار ساله فارسی: سرگذشت سی و یک تن از بزرگ‌ترین شاعران زبان فارسی و سبک سخن و نمونه‌هایی از شعر ایشان. تهران: دانشسرای عالی (چاپخانه)، ۱۳۴۳.

### ترجمه
- اس‍ت‍ای‍ن‌ب‍ک، ج‍ان ارن‍س‍ت. م‍رواری‍د. ت‍ه‍ران: آرمان، ۱۳۴۹.
- باربوس، هانری. آتش. ترجمهٔ محمدجعفر محجوب، جهانگیر بهروز. تهران: کتابفروشی سپهر، ۱۳۳۰.
- داس‍ت‍ای‍وس‍ک‍ی، ف‍ئ‍ودور م‍ی‍خ‍ائ‍ی‍ل‍ووی‍چ. خ‍اطرات خ‍ان‍ه م‍ردگ‍ان. ت‍ه‍ران: س‍ازم‍ان ک‍ت‍اب‍ه‍ای ج‍ی‍ب‍ی، ۱۳۴۱.
- ل‍ن‍دن، ج‍ک. از خودگذشتگی زنان. تهران: مؤسسه مطبوعاتی سپهر، ۱۳۳۶.
- لندن، جک. داستان‌های دریای جنوب. با مقدمه ناصر نظمی. تهران: امیرکبیر، ۱۳۳۰.
- ل‍ن‍دن، ج‍ک. س‍گ س‍ی‍رک. قم: انتشارات اندیشه، ۱۳۴۳.
- لندن، جک. میخائیل سگ سیرک. تهران: اندیشه، ۱۳۴۲.

### درس گفتار
- حافظ. شرح و تفسیر، با صدای دکتر محمدجعفر محجوب. (کلاس درس فارسی پیشرفته دانشگاه برکلی). تهران: مؤسسه فرهنگی هنری ماهور، ۱۳۸۴.
- داستان‌های شاهنامه ی فردوسی. شرح و تفسیر، با صدای دکتر محمدجعفر محجوب. (کلاس درس فارسی پیشرفته دانشگاه برکلی). تهران: مؤسسه فرهنگی هنری ماهور، ۱۳۸۴.
- رستم و سهراب. شرح و تفسیر، با صدای دکتر محمدجعفر محجوب. (کلاس درس فارسی پیشرفته دانشگاه برکلی). تهران: مؤسسه فرهنگی هنری ماهور، ۱۳۸۵.
- منطق الطیر عطار نیشابوری. شرح و تفسیر، با صدای دکتر محمدجعفر محجوب. (کلاس درس فارسی پیشرفته دانشگاه برکلی). تهران: مؤسسه فرهنگی هنری ماهور، ۱۳۸۶.
- داستان‌های نظامی گنجوی. شرح و تفسیر، با صدای دکتر محمدجعفر محجوب. (کلاس درس فارسی پیشرفته دانشگاه برکلی). تهران: مؤسسه فرهنگی هنری ماهور، ۱۳۸۶.
- مثنوی مولوی. شرح و تفسیر، با صدای دکتر محمدجعفر محجوب. (کلاس درس فارسی پیشرفته دانشگاه برکلی). تهران: مؤسسه فرهنگی هنری ماهور، ۱۳۸۵.
- بوستان سعدی. شرح و تفسیر، با صدای دکتر محمدجعفر محجوب. (کلاس درس فارسی پیشرفته دانشگاه برکلی). تهران: مؤسسه فرهنگی هنری ماهور، ۱۳۸۸.

### سایر آثار
- نقیب‌الممالک، محمدعلی. امیرارسلان. به تصحیح و مقدمه محمدجعفر محجوب. تهران: شرکت سهامی کتاب‌های جیبی، ۱۳۵۶.
- ق‍اآن‍ی، ح‍ب‍ی‍ب‌ال‍ل‍ه ب‍ن م‍ح‍م‍د ع‍ل‍ی. دی‍وان ح‍ک‍ی‍م ق‍اآن‍ی ش‍ی‍رازی ش‍ام‍ل: ق‍ص‍ائ‍د، م‍س‍م‍طات، ت‍رج‍ی‍ع‍ات، غ‍زل‍ی‍ات… و اش‍ع‍ار پ‍راک‍ن‍ده م‍ح‍م‍دح‍س‍ن س‍ام‍ان‍ی ف‍رزن‍د او. ب‍ا ت‍ص‍ح‍ی‍ح و م‍ق‍دم‍ه ب‍ق‍ل‍م م‍ح‍م‍دج‍ع‍ف‍ر م‍ح‍ج‍وب. ت‍ه‍ران: امیرکبیر ۱۳۳۶.
- س‍روش، م‍ح‍م‍دع‍ل‍ی‌ب‍ن ق‍ن‍ب‍رع‍ل‍ی. دی‍وان ش‍م‍س‌ال‍ش‍ع‍را م‍ی‍رزا م‍ح‍م‍دع‍ل‍ی خ‍ان س‍روش اص‍ف‍ه‍ان‍ی. گ‍ردآوری و ت‍ص‍ح‍ی‍ح و م‍ق‍اب‍ل‍ه و ب‍ح‍ث درب‍اره س‍ب‍ک و ت‍ن‍ظی‍م ح‍واش‍ی و ن‍س‍خ‍ه ب‍دل‍ه‍ا و ف‍ه‍رس‍ت‍ه‍ا و ف‍ره‍ن‍گ ل‍غ‍ات ب‍اه‍ت‍م‍ام م‍ح‍م‍دج‍ع‍ف‍ر م‍ح‍ج‍وب؛ ب‍ا م‍ق‍دم‍ه ج‍لال‌ال‍دی‍ن ه‍م‍ای‍ی. ت‍ه‍ران: ام‍ی‍رک‍ب‍ی‍ر، ۱۳۴۰.
- م‍ی‍رزا آق‍اخ‍ان ک‍رم‍ان‍ی، ع‍ب‍دال‍ح‍س‍ی‍ن. صد خطابه: میرزا آقاخان کرمانی. به اهتمام محمدجعفرمحجوب. تهران: نشر چشمه، ۱۳۹۵. شابک ‎۹۷۸-۶۰۰-۲۲۹-۸۰۹-۶
- ع‍ض‍د ی‍زدی. س‍ن‍دب‍ادن‍ام‍ه م‍ن‍ظوم. م‍ق‍دم‍ه و ت‍ص‍ح‍ی‍ح و ت‍ع‍ل‍ی‍ق‍ات م‍ح‍م‍دج‍ع‍ف‍ر م‍ح‍ج‍وب. ت‍ه‍ران: ت‍وس، ۱۳۸۱. شابک ‎۹۶۴-۳۱۵-۵۸۰-۳
- میرزا محمد معصوم شیرازی «معصوم علیشاه» «نایب الصدر»، طرائ‍ق‌ال‍ح‍ق‍ای‍ق ب‍ا ف‍ه‍رس‍ت‍ه‍ای اع‍لام و ام‍اک‍ن و ق‍ب‍ائ‍ل و ن‍س‍ب‍ه‍ا و ک‍ت‍ب. ب‍ه ک‍وش‍ش م‍ح‍م‍دج‍ع‍ف‍ر م‍ح‍ج‍وب، ت‍ه‍ران: س‍ن‍ائ‍ی، ۱۳۸۲ شابک ‎۹۶۴–۶۲۹۰-۲۹-۹. (با م‍ع‍ص‍وم ع‍ل‍ی‍ش‍اه، م‍ح‍م‍د م‍ع‍ص‍وم ب‍ن زی‍ن‌ال‍ع‍اب‍دی‍ن اشتباه نشود. معصوم علیشاه دکنی در سال ۱۲۱۲ ه‍.ق در کرمانشاه به شهادت رسید. معصوم علیشاه شیرازی نگارنده طرائق الحقایق در سال ۱۳۴۴ ه‍.ق در شیراز درگذشت)
- ک‍اش‍ف‍ی، ح‍س‍ی‍ن‌ب‍ن ع‍ل‍ی. فتوت‌نامه سلطانی. ب‍ه‌اه‍ت‍م‍ام م‍ح‍م‍دج‍ع‍ف‍ر م‍ح‍ج‍وب. ت‍ه‍ران: بنیاد فرهنگ ایران، ۱۳۵۰.
- ج‍م‍ال‌زاده، سیدم‍ح‍م‍دع‍ل‍ی. ف‍ره‍ن‍گ ل‍غ‍ات ع‍ام‍ی‍ان‍ه. ب‍ه ک‍وش‍ش م‍ح‍م‍دج‍ع‍ف‍ر م‍ح‍ج‍وب. ت‍ه‍ران: ف‍ره‍ن‍گ ای‍ران‌زم‍ی‍ن: اب‍ن‌س‍ی‍ن‍ا، ۱۳۴۱.
- مشکوة، محمد. کتاب‌النکاح شرایع‌الاسلام بانضمام تقریرات درس محمد مشکات در سال اول دانشکده حقوق. گردآورنده محمدجعفر اسلامی، محمدجعفر محجوب. تهران: بی‌نا، ۱۳۳۸.
- ع‍ب‍ی‍د زاک‍ان‍ی، ع‍ب‍ی‍دال‍ل‍ه. ک‍ل‍ی‍ات ع‍ب‍ی‍د زاک‍ان‍ی. ب‍ه‌اه‍ت‍م‍ام م‍ح‍م‍دج‍ع‍ف‍ر م‍ح‍ج‍وب. ت‍ه‍ران: ش‍ادان، ۱۳۸۱. شابک ‎۹۶۴-۷۲۵۹-۲۴-۷
- ف‍خ‍رال‍دی‍ن اس‍ع‍د گ‍رگ‍ان‍ی. وی‍س و رام‍ی‍ن: با مقدمه مبسوط و حواشی و تعلیقات و فرهنگ واژه‌ها و فهرست‌های سه‌گانه. به اهتمام محمدجعفر محجوب. ت‍ه‍ران: بنگاه نشر اندیشه، ۱۳۳۷.
- ایرج میرزا (دیوان کامل)، ب‍ه‌اه‍ت‍م‍ام م‍ح‍م‍دج‍ع‍ف‍ر م‍ح‍ج‍وب. ت‍ه‍ران: انتشارات اندیشه، چاپ اول، ۱۳۴۲.